# 柴田元幸
柴田 元幸（しばた もとゆき、1954年（昭和29年）7月11日 - ）は、日本のアメリカ文学研究者・翻訳家。東京大学名誉教授。
ポール・オースター、チャールズ・ブコウスキー、スティーヴ・エリクソン、スティーヴン・ミルハウザー、リチャード・パワーズなど現代アメリカ文学、特にポストモダン文学の翻訳を数多く行っている。彼の翻訳した本は注目を集めるため、レベッカ・ブラウンなどは本国アメリカよりも日本での方が人気が高い。

## 略歴
東京都大田区出身。大田区立仲六郷小学校卒業。大田区立志茂田中学校卒業。東京都立日比谷高等学校卒業。1979年東京大学文学部英文科卒業。1984年同大学院人文科学研究科博士課程単位取得満期退学。1985年イェール大学大学院修士課程修了。
1984年東京学芸大学教育学部専任講師、1987年助教授、1988年東京大学教養学部助教授、1997年東京大学大学院総合文化研究科助教授、1999年東京大学人文社会系研究科英語英米文学専攻助教授、2004年同教授。2007年現代文芸論研究室に異動。2014年同大学を退任し名誉教授。須賀敦子翻訳賞、日本翻訳大賞の選考委員を務める。神戸市外国語大学客員教授。

## 業績
1995年、ポール・オースター『ムーン・パレス』でBABEL国際翻訳大賞日本翻訳大賞（主催：「翻訳の世界」（バベル・プレス））を受賞。2005年、『アメリカン・ナルシス』（東京大学出版会）で、サントリー学芸賞を受賞。2006年、初の小説集『バレンタイン』を新書館より発行。2007年には東京大学現代文芸論研究室を沼野充義とともに創設。同2007年、『ふつうに学校にいくふつうの日』で第11回日本絵本賞翻訳絵本賞を受賞。2010年、『メイスン＆ディクスン』（上・下）で第47回日本翻訳文化賞を受賞。2017年、早稲田大学坪内逍遙大賞受賞。
また自身も文学や翻訳を題材にしたエッセイを執筆しており、『生半可な学者』で1992年、講談社エッセイ賞を受賞している。
雑誌の『鳩よ!』（2001年8月号）、『Coyote』（No.26）、『文藝』（2009年春季号）が柴田元幸の特集を組んだこともある。歌手の小沢健二は柴田ゼミ出身。弟子として都甲幸治・小山太一・阿部幸大らがいる。
自身の責任編集による文芸雑誌『モンキービジネス』（ヴィレッジブックス、2008年 - 2011年）、『MONKEY』（スイッチ・パブリッシング、2013年 - ）を創刊し、現代アメリカ文学の紹介に務めている。『MONKEY』は2020年10月に英語版を創刊した。

## 村上春樹との関係
小説家の村上春樹が1986年にジョン・アーヴィングの『熊を放つ』を翻訳する際、柴田、畑中佳樹、上岡伸雄、斎藤英治、武藤康史の5人でチームを組んでバックアップをした。ここから村上との親交が始まる。1987年7月刊行のポール・セローの『ワールズ・エンド(世界の果て)』からは、村上の訳文をひとりでチェックするようになった。
村上との共著に『翻訳夜話』、『翻訳夜話2 サリンジャー戦記』、『本当の翻訳の話をしよう』がある。また、CDブック『村上春樹ハイブ・リット』（アルク、2008年11月）の総合監修を務めた。

## 著書

### 単著
- 『生半可な学者』（白水社） 1992、のち白水Uブックス
- 『愛の見切り発車』（新潮社） 1997、のち新潮文庫
- 『死んでいるかしら』（新書館） 1997、のち日経文芸文庫
- 『舶来文学柴田商店』（新書館） 1997
- 『生半可版英米小説演習』（研究社出版） 1998、のち朝日文庫
- 『アメリカ文学のレッスン』（講談社現代新書） 2000
- 『猿を探しに』（新書館） 2000
- 『アメリカン・ナルシス メルヴィルからミルハウザーまで』（東京大学出版会） 2005
- 『バレンタイン』（新書館） 2006
- 『翻訳教室』（新書館） 2006、のち朝日文庫
- 『つまみぐい文学食堂』（角川書店） 2006、のち角川文庫
- 『それは私です』（新書館） 2008
- 『代表質問 16のインタビュー』（新書館） 2009、のち朝日文庫
- 『ケンブリッジ・サーカス』（スイッチパブリッシング） 2010、のち新潮文庫 2018
- 『現代語訳でよむ日本の憲法』（木村草太 法律用語監修、アルク） 2015
- 『柴田元幸ベスト・エッセイ』（ちくま文庫） 2018
- 『英文精読教室』（研究社）全6巻　2021-2022

### 共著
- 『佐藤君と柴田君』（佐藤良明共著、白水社） 1995、新潮文庫 1999
- 『英語7』（佐藤良明共著、放送大学教材） 1997
- 『翻訳夜話』（村上春樹共著、文春新書） 2000
- 『翻訳夜話2 サリンジャー戦記』（村上春樹共著、文春新書） 2003
- 『ナイン・インタビューズ 柴田元幸と9人の作家たち』（アルク） 2004
- 『200X年文学の旅』（沼野充義共著、作品社） 2005
- 『世界は村上春樹をどう読むか』（沼野充義,藤井省三,四方田犬彦共著、文藝春秋） 2006、文春文庫 2009
- 『文字の都市 世界の文学・文化の現在10講』（編著、東京大学出版会） 2007
- 『文学の愉しみ』（沼野充義,野崎歓共編著、放送大学） 2008
- 『柴田さんと高橋さんの「小説の読み方、書き方、訳し方」』（高橋源一郎共著、河出書房新社） 2009、河出文庫 2013
- 『佐藤君と柴田君の逆襲!!』（佐藤良明共著、河出書房新社） 2013
- 『現代作家ガイド ポール・オースター 増補改訂版』（飯野友幸編著、秋元孝文,上田麻由子,栩木玲子共著、彩流社） 2013
- 『ミグラード 朗読劇『銀河鉄道の夜』』（古川日出男,管啓次郎,小島ケイタニーラブ共著、勁草書房） 2013
- 『英語で村上春樹』（Margaret Stalker企画・編集、アルク英文校正、アルク出版教材編集部、English journal増刊） 2016

新元良一,内田樹,リチャード・パワーズ,Jay Rubin, Alfred Birnbaum共訳
- 『本当の翻訳の話をしよう』（村上春樹共著、スイッチ・パプリッシング） 2019

### 翻訳
- 『オリンピックと近代』（ジョン・J・マカルーン、菅原克也共訳、平凡社） 1988
- 『デカルトからベイトソンへ』（モリス・バーマン、国文社） 1989
- 『エンペラー・オブ・ジ・エア』（イーサン・ケイニン、文藝春秋） 1989
- 『ダブル / ダブル』（マイケル・リチャードソン、菅原克也共訳、白水社） 1990、のち白水社Uブックス
- 『超哲学者マンソンジュ氏』（マルカム・ブラドベリ、平凡社） 1991、のち平凡社ライブラリー
- 『父の遺産』（フィリップ・ロス、集英社） 1993、のち集英社文庫
- 『Sudden fiction 2 超短編小説・世界篇 2』（R・シャパード/J・トーマス編、文春文庫） 1994
- 『イギリス新鋭作家短篇選』（新潮社） 1995
- 『パルプ』（チャールズ・ブコウスキー、学習研究社） 1995、のち新潮文庫
- 『小説の技巧』（デイヴィッド・ロッジ、斎藤兆史共訳、白水社） 1997
- 『宮殿泥棒』（イーサン・ケイニン、文藝春秋） 1997、のち文春文庫
- 『わが青春 わが読書』（監訳、コリン・ウィルソン、学習研究社） 1997、のち改題『超読書体験』（学研文庫 上下）
- 『夜の姉妹団』（編訳アンソロジー、朝日新聞社） 1998、のち朝日文庫
- 『いまどきの老人』（監訳、畔柳和代共訳、朝日新聞社） 1998
- 『むずかしい愛』（編訳、畔柳和代共訳、朝日新聞社） 1999
- 『僕の恋、僕の傘』（編訳、角川書店） 1999
- 『英語クリーシェ辞典』（ベティ・カークパトリック、研究社出版） 2000
- 『ボルヘスの北アメリカ文学講義』（ホルヘ・ルイス・ボルヘス、国書刊行会） 2001
- 『世界は終わらない』（チャールズ・シミック、新書館） 2002
- 『サロン・ドット・コム 現代英語作家ガイド』（ローラ・ミラー/アダム・ベグリー、編訳、研究社） 2003
- 『バクスター危機いっぱつ』（グレン・バクスター、新書館） 2003
- 『甘美なる来世へ』（T.R.ピアソン、みすず書房） 2003
- 『コーネルの箱』（チャールズ・シミック、文藝春秋） 2003
- 『バクスターの必殺横目づかい』（グレン・バクスター、新書館） 2004
- 『ウェイクフィールド』（ナサニエル・ホーソーン、新潮社） 2004
- 『五行でわかる日本文学』（ロジャー・パルバース、研究社） 2004
- 『ふつうに学校にいくふつうの日』（コリン・マクノートン、小峰書店世界の絵本コレクション） 2005
- 『三つの金の鍵』（ピーター・シス、BL出版） 2005
- 『インディアナ、インディアナ』（レアード・ハント、朝日新聞社） 2006、復刊：twililight 2023
- 『どこにもない国』（編訳、松柏社） 2006
- 『紙の空から』（編訳、晶文社） 2006
- 『マジック・フォー・ビギナーズ』（ケリー・リンク、早川書房） 2007、ハヤカワ文庫 2012
- 『ジャンブリーズ』（エドワード・リア、河出書房新社） 2007
- 『新バイブル・ストーリーズ』（ロジャー・パルバース、集英社） 2007
- 『輝ける鼻のどんぐ』（エドワード・リア、河出書房新社） 2007
- 『血液と石鹸』（リン・ディン、早川書房、ハヤカワepiブック・プラネット)　2008
- 『火を熾す』（ジャック・ロンドン、スイッチ・パブリッシング） 2008
- 『柴田元幸ハイブ・リット 名翻訳家がひらく英語と文学へのゲートウェイ』（アルク） 2008

バリー・ユアグロー,レベッカ・ブラウン,ケリー・リンク,スチュアート・ダイベック,スティーヴン・ミルハウザー,ポール・オースター、
- 『ナイン・ストーリーズ』（J・D・サリンジャー、ヴィレッジブックス） 2009、河出文庫 2024
- 『雪男たちの国 ジョージ・ベルデンの日誌より』（ノーマン・ロック、河出書房新社） 2009
- 『ジーザス・サン』（デニス・ジョンソン、白水社） 2009
- 『昨日のように遠い日 少女少年小説選』（編訳、文藝春秋） 2009
- 『いずれは死ぬ身』（編訳、河出書房新社） 2009
- 『燃える天使』（編訳、角川文庫） 2009
- 『喋る馬』（バーナード・マラマッド、スイッチパブリッシング） 2009
- 『メイスン&ディクスン』（トマス・ピンチョン、新潮社） 2010
- 『in our time』（アーネスト・ヘミングウェイ、ヴィレッジブックス） 2010
- 『悪いことをして罰があたった子どもたちの話』（ヒレア・ベロック、エドワード・ゴーリー絵、河出書房新社） 2010
- 『ロード・ジム』（ジョゼフ・コンラッド、河出書房新社、世界文学全集） 2011、河出文庫 2021
- 『エドワード・ゴーリーが愛する12の怪談 憑かれた鏡』（ディケンズ/ストーカーほか、E・ゴーリー編、共訳、河出文庫） 2012
- 『こころ朗らなれ、誰もみな』（アーネスト・ヘミングウェイ、スイッチ・パブリッシング、柴田元幸翻訳叢書） 2012
- 『トム・ソーヤーの冒険』（マーク・トウェイン、新潮文庫） 2012
- 『アメリカン・マスターピース 古典篇』（ナサニエル・ホーソーン他、編訳、スイッチ・パブリッシング、柴田元幸翻訳叢書） 2013
- 『オズの魔法使い』（ライマン・フランク・ボーム、角川文庫） 2013
- 『書き出し「世界文学全集」』（編訳、河出書房新社） 2013
- 『失踪者たちの画家』（ポール・ラファージ、中央公論新社） 2013
- 『天使エスメラルダ 9つの物語』（ドン・デリーロ、上岡伸雄,都甲幸治,高吉一郎共訳、新潮社） 2013
- 『アイスクリームの皇帝』（選訳、きたむらさとし絵、河出書房新社） 2014
- 『木に持ちあげられた家』（テッド・クーザー、ジョン・クラッセン絵、スイッチ・パブリッシング） 2014
- 『古代の遺物』（ジョン・クロウリー、浅倉久志,大森望,畔柳和代共訳、国書刊行会、未来の文学） 2014
- 『ジム・スマイリーの跳び蛙 マーク・トウェイン傑作選』（マーク・トウェイン、新潮文庫） 2014
- 『遁走状態』（ブライアン・エヴンソン、新潮社） 2014
- 『プリティ・モンスターズ』（ケリー・リンク、早川書房） 2014
- 『プロット・アゲンスト・アメリカ もしもアメリカが…』（フィリップ・ロス、集英社） 2014
- 『日々の光』（ジェイ・ルービン、平塚隼介共訳、新潮社） 2015
- 『ブリティッシュ&アイリッシュ・マスターピース』（ジョナサン・スウィフト他、編訳、スイッチ・パブリッシング、柴田元幸翻訳叢書） 2015
- 『モービー・ディック・イン・ピクチャーズ 全ページイラスト集』（ハーマン・メルヴィル、マット・キッシュ作、スイッチ・パブリッシング） 2015
- 『優しい鬼』（レアード・ハント、朝日新聞出版） 2015
- 『夜の白昼夢』（ジョン・サウスワース、デイヴィッド・ウイメット絵、飛鳥新社） 2015
- 『ぼくたちが越してきた日から、そいつはそこにいた』（ローダ・レヴィーン、エドワード・ゴーリー絵、河出書房新社） 2016
- 『カナダの英語短編選集』上・下（編訳、渓流社） 2016
- 『マーク・トウェイン』（編、集英社文庫ヘリテージシリーズ、ポケットマスターピース） 2016
- 『僕の名はアラム』（ウィリアム・サローヤン、新潮文庫） 2016
- 『エドワード・ゴーリーの優雅な秘密』（カレン・ウィルキン/濱中利信・柴田勢津子解説、小山太一共訳、河出書房新社） 2016
- 『ウインドアイ』（ブライアン・エヴンソン、新潮社） 2016
- 『いなごの日 / クール・ミリオン 傑作選』（ナサニエル・ウエスト、新潮文庫、村上柴田翻訳堂） 2017
- 『本の子』（オリヴァー・ジェファーズ、サム・ウィンストン絵、ポプラ社） 2017
- 『ハックルベリー・フィンの冒けん』（マーク・トウェイン、研究社） 2017
- 『芥川龍之介選 英米怪異・幻想譚』（澤西祐典共編、岩波書店） 2018、岩波文庫 2025.4。全20篇を精選（訳者は他9名)
- 『雲』（エリック・マコーマック、東京創元社）2019
- 『吠える その他の詩』（アレン・ギンズバーグ、スイッチパブリッシング）2020
- 『中国・アメリカ謎SF』（小島敬太共編訳、白水社）2021
- 『戦時の愛』（マシュー・シャープ、スイッチ・パブリッシング）2021
- 『鑑識レコード倶楽部』（マグナス・ミルズ、アルテスパブリッシング）2022
- 『メアリ・ヴェントゥーラと第九王国　短篇集』（シルヴィア・プラス、集英社）2022
- 『アホウドリの迷信　現代英語圏異色短篇コレクション』（岸本佐知子共編訳、スイッチ・パブリッシング）2022
- 『ガリバー旅行記』（ジョナサン・スウィフト、朝日新聞出版）2022
- 『アントンが飛ばした鳩　ホロコーストをめぐる30の物語』（バーナード・ゴットフリード、広岡杏子共訳、白水社）2023
- 『アメリカン・マスターピース 準古典篇』（シャーウッド・アンダーソン他、編訳、スイッチ・パブリッシング、柴田元幸翻訳叢書） 2023

#### ポール・オースター作品
- 『幽霊たち』（ポール・オースター、新潮社） 1989、のち新潮文庫
- 『鍵のかかった部屋』（ポール・オースター、白水社） 1989、のち白水Uブックス
- 『孤独の発明』（ポール・オースター、新潮社） 1991、のち新潮文庫
- 『ムーン・パレス』（ポール・オースター、新潮社） 1994、のち新潮文庫
- 『最後の物たちの国で』（ポール・オースター、白水社） 1994、のち白泉Uブックス
- 『スモーク&ブルー・イン・ザ・フェイス』（ポール・オースター、新潮文庫） 1995
- 『偶然の音楽』（ポール・オースター、新潮社） 1998、のち新潮文庫
- 『リヴァイアサン』（ポール・オースター、新潮社） 1999、のち新潮文庫
- 『空腹の技法』（（ポール・オースター、畔柳和代共訳、新潮社） 2000、のち新潮文庫
- 『ミスター・ヴァーティゴ』（ポール・オースター、新潮社） 2001、のち新潮文庫
- 『トゥルー・ストーリーズ』（ポール・オースター、新潮社） 2004、のち新潮文庫
- 『ナショナル・ストーリー・プロジェクト』（ポール・オースター、新潮社） 2005、のち新潮文庫
- 『わがタイプライターの物語』（ポール・オースター、新潮社） 2006
- 『ティンブクトゥ』（ポール・オースター、新潮社） 2006、のち新潮文庫
- 『幻影の書』（ポール・オースター、新潮社） 2008、のち新潮文庫
- 『ガラスの街』（ポール・オースター、新潮社） 2009、のち新潮文庫
- 『オラクル・ナイト』（ポール・オースター、新潮社） 2010、のち新潮文庫
- 『ブルックリン・フォリーズ』（ポール・オースター、新潮社） 2012、のち新潮文庫
- 『写字室の旅』（ポール・オースター、新潮社） 2014、併せて新潮文庫
- 『闇の中の男』（ポール・オースター、新潮社） 2014、同上
- 『冬の日誌、内面からの報告書』（ポール・オースター、新潮社） 2017
- 『インヴィジブル』（ポール・オースター、新潮社） 2018
- 『サンセット・パーク』（ポール・オースター、新潮社） 2020
- 『オーギー・レンのクリスマス・ストーリー』（ポール・オースター、スイッチ・パブリッシング） 2020。絵本・タダジュン絵

#### スティーヴン・ミルハウザー作品
- 『イン・ザ・ペニー・アーケード』（スティーヴン・ミルハウザー、白水社） 1990
- 『バーナム博物館』（スティーヴン・ミルハウザー、福武書店） 1991、のち福武文庫、のち白水Uブックス
- 『三つの小さな王国』（スティーヴン・ミルハウザー、白水社） 1998 のち白水Uブックス
- 『マーティン・ドレスラーの夢』（スティーヴン・ミルハウザー、白水社） 2002、のち白水Uブックス
- 『ナイフ投げ師』（スティーヴン・ミルハウザー、白水社） 2008 のち白水Uブックス
- 『ある夢想者の肖像』（スティーヴン・ミルハウザー、白水社） 2015
- 『魔法の夜』（スティーヴン・ミルハウザー、白水社） 2016
- 『木に登る王 三つの中篇小説』（スティーヴン・ミルハウザー、白水社） 2017
- 『十三の物語』（スティーヴン・ミルハウザー、白水社） 2018
- 『私たち異者は』（スティーヴン・ミルハウザー、白水社） 2019
- 『ホーム・ラン』（スティーヴン・ミルハウザー、白水社） 2020
- 『夜の声』（スティーヴン・ミルハウザー、白水社） 2021

#### スティーヴ・エリクソン作品
- 『黒い時計の旅』（ スティーヴ・エリクソン、福武書店） 1990、のち福武文庫、のち白水Uブックス
- 『Xのアーチ』（スティーヴ・エリクソン、集英社） 1996、のち集英社文庫
- 『アムニジアスコープ』（スティーヴ・エリクソン、集英社） 2005
- 『ゼロヴィル』（スティーヴ・エリクソン、白水社） 2016

#### スチュアート・ダイベック作品
- 『シカゴ育ち』（スチュアート・ダイベック、白水社） 1992、のち白水Uブックス
- 『僕はマゼランと旅をした』（スチュアート・ダイベック、白水社） 2006
- 『それ自身のインクで書かれた街』（スチュアート・ダイベック、白水社） 2008
- 『路地裏の子供たち』（スチュアート・ダイベック、白水社） 2019

#### バリー・ユアグロー作品
- 『一人の男が飛行機から飛び降りる』（バリー・ユアグロー、新潮社） 1996、のち新潮文庫
- 『セックスの哀しみ』（バリー・ユアグロー、白水社） 2000、のち白水Uブックス
- 『憑かれた旅人』（バリー・ユアグロー、新潮社） 2004
- 『ケータイ・ストーリーズ』（バリー・ユアグロー、新潮社） 2005
- 『たちの悪い話』（バリー・ユアグロー、新潮社） 2007
- 『東京ゴースト・シティ』（バリー・ユアグロー、新潮社）2021

#### エドワード・ゴーリー作品
- 『ギャシュリークラムのちびっ子たちまたは遠出のあとで』（エドワード・ゴーリー、河出書房新社） 2000
- 『うろんな客』（エドワード・ゴーリー、河出書房新社） 2000
- 『優雅に叱責する自転車』（エドワード・ゴーリー、河出書房新社） 2000
- 『不幸な子供』（エドワード・ゴーリー、河出書房新社） 2001
- 『蒼い時』（エドワード・ゴーリー、河出書房新社） 2001
- 『華々しき鼻血』（エドワード・ゴーリー、河出書房新社） 2001
- 『敬虔な幼子』（エドワード・ゴーリー、河出書房新社） 2002
- 『弦のないハープ』（エドワード・ゴーリー、河出書房新社） 2003
- 『雑多なアルファベット』（エドワード・ゴーリー、河出書房新社） 2003
- 『題のない本』（エドワード・ゴーリー、河出書房新社） 2004
- 『まったき動物園』（エドワード・ゴーリー、河出書房新社） 2004
- 『おぞましい二人』（エドワード・ゴーリー、河出書房新社） 2004
- 『蟲の神』（エドワード・ゴーリー、河出書房新社） 2014
- 『むしのほん』（エドワード・ゴーリー、河出書房新社） 2014
- 『憑かれたポットカバー クリスマスのための気落ちした気色悪い気晴らし』（エドワード・ゴーリー、河出書房新社） 2015
- 『ずぶぬれの木曜日』（エドワード・ゴーリー、河出書房新社） 2018
- 『音叉』（エドワード・ゴーリー、河出書房新社） 2018
- 『金箔のコウモリ』（エドワード・ゴーリー、河出書房新社） 2020
- 『鉄分強壮薬　あるいは、寂しい谷間の冬の午後』（エドワード・ゴーリー、河出書房新社） 2022
- 『オズビック鳥』（エドワード・ゴーリー、河出書房新社）2022
- 『薄紫のレオタード』（エドワード・ゴーリー、河出書房新社）2023

#### リチャード・パワーズ作品
- 『舞踏会へ向かう三人の農夫』（リチャード・パワーズ、みすず書房） 2000、のち河出文庫（上・下）
- 『パワーズ・ブック』（リチャード・パワーズ、みすず書房） 2000
- 『囚人のジレンマ』（リチャード・パワーズ、前山佳朱彦共訳、みすず書房） 2007

#### レベッカ・ブラウン作品
- 『体の贈り物』（レベッカ・ブラウン、マガジンハウス） 2001、のち新潮文庫
- 『家庭の医学』（レベッカ・ブラウン、朝日新聞社） 2002、のち朝日文庫
- 『私たちがやったこと』（レベッカ・ブラウン、マガジンハウス） 2002、のち新潮文庫
- 『若かった日々』（レベッカ・ブラウン、マガジンハウス） 2004、のち新潮文庫
- 『犬たち』（レベッカ・ブラウン、マガジンハウス） 2009
- 『かつらの合っていない女』（レベッカ・ブラウン＋ナンシー・キーファー、思潮社） 2017

#### 〈原寸版〉初期アメリカ新聞コミック傑作選
- 『ガソリン・アレーのウォルトとスキージクス 〈原寸版〉初期アメリカ新聞コミック傑作選 1903 - 1944』（フランク・O・キング、ピーター・マレスカ編監訳、小澤英実共訳、創元社） 2013
- 『クレイジー・キャット 〈原寸版〉初期アメリカ新聞コミック傑作選 1903 - 1944』（ジョージ・ヘリマン、パトリック・マクドネル, ピーター・マレスカ編、創元社） 2013
- 『さかさま世界 〈原寸版〉初期アメリカ新聞コミック傑作選 1903 - 1944』（グスタフ・ヴァービーク、ピーター・マレスカ編監訳、平塚隼介共訳、創元社） 2013
- 『眠りの国のリトル・ニモ 〈原寸版〉初期アメリカ新聞コミック傑作選 1903 - 1944』（ウィンザー・マッケイ、ピーター・マレスカ編監訳、上田麻由子共訳、創元社） 2013

#### ザ・ニューヨーカー選　ベスト・ストーリーズ
- 『ベスト・ストーリーズⅠ ぴょんぴょんウサギ球』（ザ・ニューヨーカー選、共訳、早川書房） 2015
- 『ベスト・ストーリーズⅡ 蛇の靴』（ザ・ニューヨーカー選、共訳、早川書房） 2016
- 『ベスト・ストーリーズⅢ カボチャ頭』（ザ・ニューヨーカー選、共訳、早川書房） 2016